# 61. ročník udílení Filmových cen Britské akademie
61. ročník udílení Filmových cen Britské akademie se konal v Royal Opera House v Londýně 10. února 2008. Moderátorem ceremoniálu byl Jonathan Ross. Ocenění se předávalo nejlepším filmům a dokumentů britským i mezinárodním, které se promítali v britských kinech v roce 2007.

## Vítězové a nominovaní

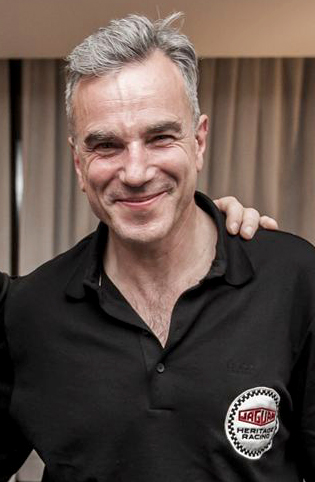
Daniel Day-Lewis, vítěz v kategorii nejlepší mužský herecký výkon v hlavní roli

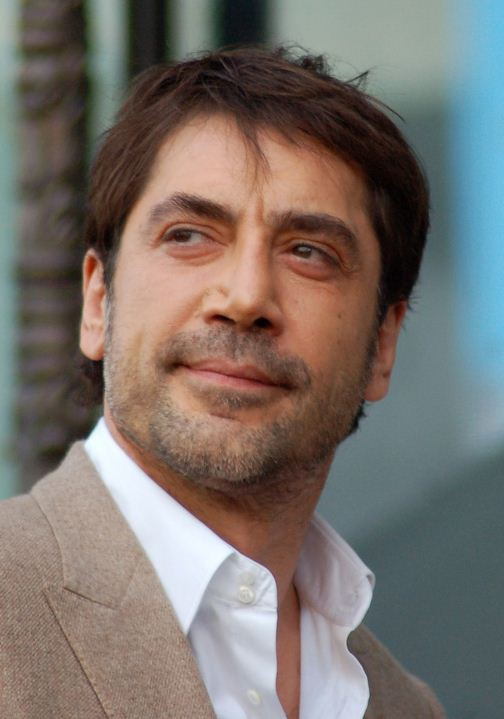
Javier Bardem, vítěz v kategorii nejlepší mužský herecký výkon ve vedlejší roli

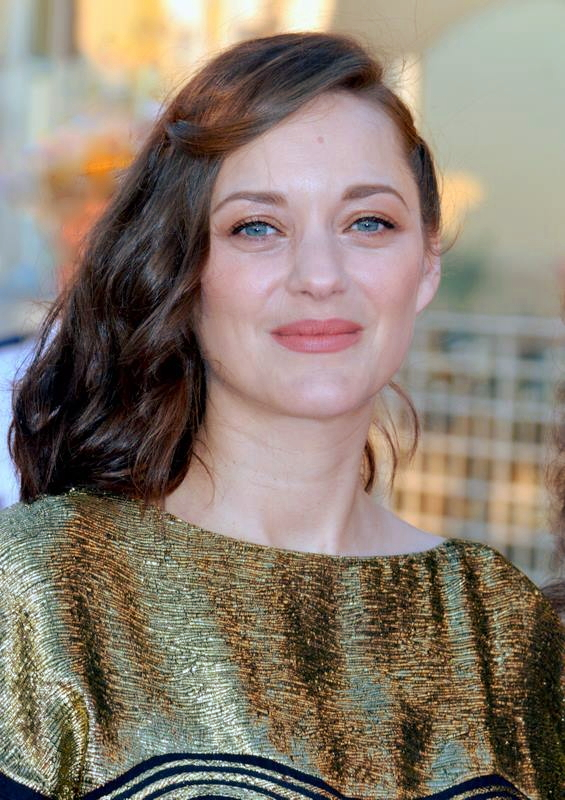
Marion Cotillard, vítězka v kategorii nejlepší ženský herecký výkon v hlavní roli

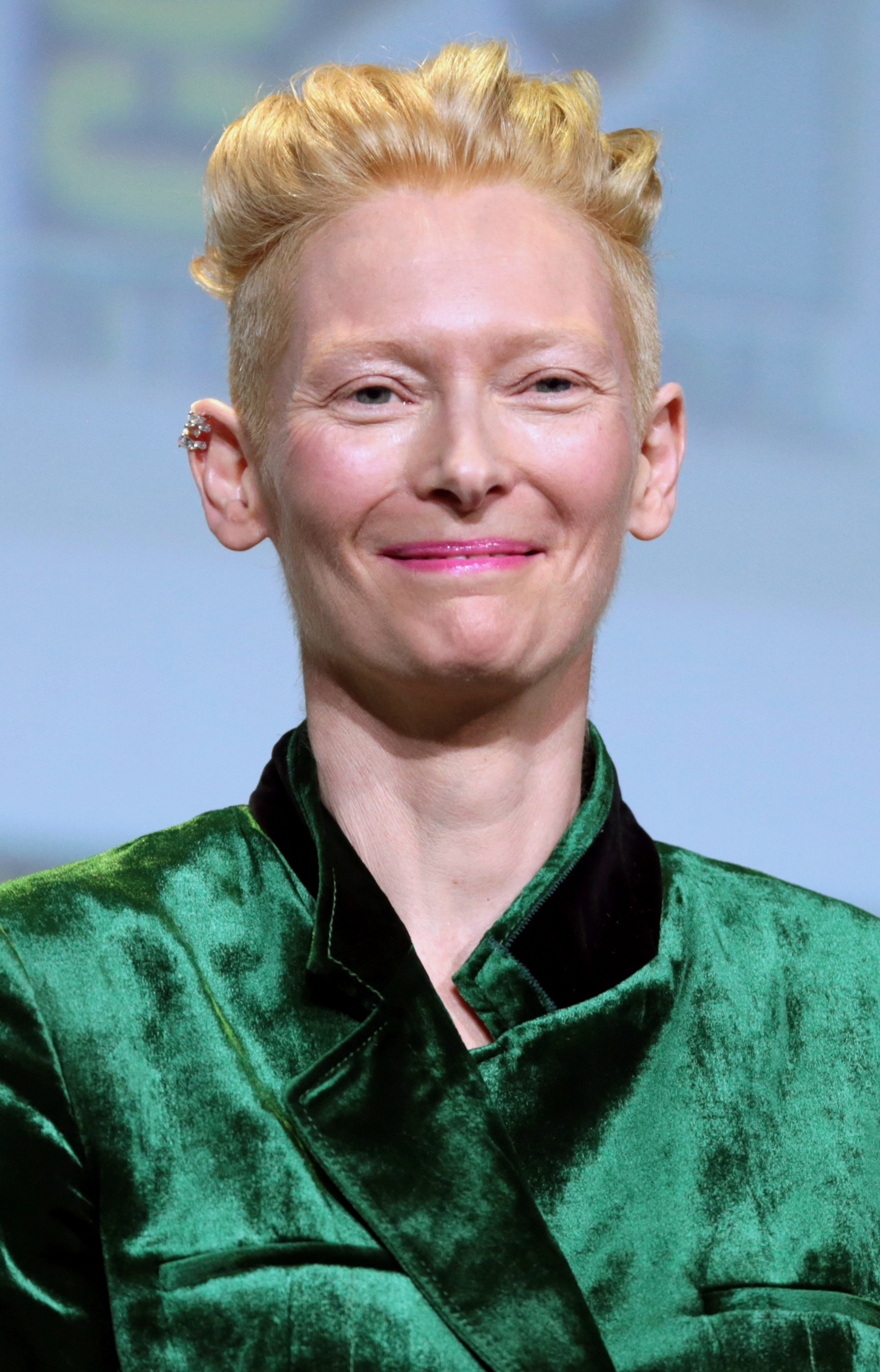
Tilda Swinton, vítězka v kategorii nejlepší ženský herecký výkon ve vedlejší roli

Tučně jsou označeni vítězové.

### Academy Fellowship
- Anthony Hopkins

| Nejlepší film | Nejlepší režisér |
| --- | --- |
| Pokání - Tahle země není pro starý - Americký gangster - Životy těch druhých - Až na krev | Tahle země není pro starý – Bratři Coenové - Až na krev – Paul Thomas Anderson - Bourneovo ultimátum – Paul Greengrass - Životy těch druhých – Florian Henckel von Donnersmarck - Pokání – Joe Wright |
| Nejlepší herec v hlavní role | Nejlepší herečka v hlavní roli |
| Daniel Day-Lewis – Až na krev - George Clooney – Michael Clayton - James McAvoy – Pokání - Viggo Mortensen – Východní přísliby - Ulrich Mühe – Životy těch druhých | Marion Cotillard – Edith Piaf - Julie Christie – Daleko od ní - Cate Blanchettová – Královna Alžběta: Zlatý věk - Keira Knightley – Pokání - Ellen Page – Juno |
| Nejlepší herec ve vedlejší roli | Nejlepší herečka ve vedlejší roli |
| Javier Bardem – Tahle země není pro starý - Philip Seymour Hoffman – Soukromá válka pana Wilsona - Tommy Lee Jones – Tahle země není pro starý - Paul Dano – Až na krev - Tom Wilkinson – Michael Clayton | Tilda Swintonová – Michael Clayton - Cate Blanchettová – Beze mě: Šest tváří Boba Dylana - Kelly Macdonaldová – Tahle země není pro starý - Samantha Morton – Control - Saorise Ronanová – Pokání |
| Nejlepší původní scénář | Nejlepší adaptovaný scénář |
| Juno – Diablo Cody - Michael Clayton – Tony Gilroy - Americký gangster – Steven Zaillian - Životy těch druhých – Florian Henckel von Donnersmarck - Taková je Anglie – Shane Meadows | Skafandr a motýl – Ronald Harwood - Tahle země není pro starý – Bratři Coenové - Pokání – Christopher Hampton - Lovec draků – David Benioff - Až na krev – Paul Thomas Anderson |
| Nejlepší kamera | Nejlepší debut – scénář, režie nebo produkce |
| Tahle země není pro starý – Roger Deakins - Americký gangster – Harris Savides - Pokání – Seamus McGarvey - Bourneovo ultimátum – Oliver Wood - Až na krev – Robert Elswit | Matt Greenhalgh (scenárista) – Control - Chris Atkins (režisér/scenárista) – Taking Liberties - Mia Bays (producentka) – Scott Walker: Muž z 30. století - Sarah Gavron (režisérka) – Brick Lane - Andrew Piddington (režisér/scenárista) – Zavraždění Johna Lennona                                                             |
| Nejlepší britský film | Nejlepší původní hudba |
| Taková je Anglie - Pokání - Bourneovo ultimátum - Control - Východní přísliby | Edith Piaf – Christopher Gunning - Až na krev– Johnny Greenwood - Pokání – Dario Marianelli - Americký gangster – Marc Streitenfeld - Lovec draků – Alberto Iglesias |
| Nejlepší zvuk | Nejlepší produkční design |
| Bourneovo ultimátum – Karen Baker Landers, Per Hallberg, Kirk Francis, Scott Millan, Dave Parker - Tahle země není pro starý – Skip Lievsay, Peter Kurland, Craig Berkey a Greg Orloff - Pokání – Danny Hambrook, Paul Hamblin, Catherine Hodgson a Becki Ponting - Až na krev – Matthew Wood, Christopher Scarabosio, John Pritchett, Michael Semanick a Tom Johson - Editf Piaf – Laurent Zeilig, Pascal Villard, Jean-Pual Hurier a Marc Doisne | Pokání – Sarah Greenwood a Katie Spencer - Královna Alžběta: Zlatý věk – Guy Hendrix Dyas a Richard Robert - Až na krev – Jack Fisk a Jim Erickson - Edith Piaf – Olivier Raoux a Stanislas Reydellet - Harry Potter a Ohnivý pohár – Stuart Craig a Stephenie McMillan                                                          |
| Nejlepší speciální efekty | Nejlepší kostýmní design |
| Zlatý kompas – Michael Fink, Bill Westenhofer, Ben Morris, Trevor Wood - Piráti z Karibiku: Na konci světa – John Knoll, Hal Hickel, Charles Gibson, John Frazier - Bourneovo ultimátum – Peter Chiang, Charlie Noble, Mattias Lindahl a Joss Williams - Spider-Man 3 – Scott Stokdyk, Peter Nofz, Kee-Suk Ken Hahn, John Frazier a Spencer Cook - Harry Potter a Ohnivý pohár – Tim Burke, John Richardson, Emma Norton a Chris Shaw              | Edith Piaf – Marit Allen - Sweeney Todd: Ďábelský holič z Fleet Street – Colleen Atwood - Královna Alžběta: Zlatý věk – Alexandra Byrne - Pokání – Jacqueline Durran - Touha, opatrnost – Pan Lai |
| Nejlepší masky | Nejlepší střih |
| Edith Piaf – Didier Lavergne a Jan Archibald - Pokání – Ivana Primorac - Sweeney Todd: Ďábelský holič z Fleet Street – Ivana Primorac a Peter Owen - Královna Alžběta: Zlatý věk – Jenny Shircore - Hairspray – Judi Cooper Sealy a Jordan Samuel | Bourneovo ultimátum – Christopher Rouse - Tahle země není pro starý – Roderick Jaynes - Americký gangster – Pietro Scalia - Pokání – Paul Tothill - Michael Clayton – John Gilroy |
| Nejlepší cizojazyčný film | Nejlepší animovaný film |
| Životy těch druhých - Skafandr a motýl - Lovec draků - Edith Piaf - Touha, opatrnost | Ratatouille - Shrek Třetí - Simpsonovi ve filmu |
| Nejlepší krátký animovaný film | Nejlepší krátkometrážní film |
| The Pearce Sisters – Jo Allen a Luis Cook - Head over Heels – Osbert Parker, Fiona Pitkin a Ian Gouldstone - The Crumblegiant – Pearse Moore a John McCloskey | Pod psa – Diarmid Scrimshaw a Paddy Considine - Hesitation – Julien Berlan, Michelle Eastwood a Virginia Gilbert - The One and Only Herb McGwyer Plays Wallis Island – Charlie Henderson, James Griffith, Tim Key a Tom Basden - Soft – Jane Hooks a Simon Ellis - The Stronger – Dan McCulloch, Lia Williams a Frank McGuinness |
| Vycházející hvězda | |
| Shia LaBeouf - Sienna Miller - Ellen Page - Sam Riley - Tang Wei | |